# Republiek Komancza
De Republiek Komancza was een vereniging van dertig Lemkische dorpen, gesticht in Oost-Lemkivshchyna in Komańcza (een dorp in het zuidoosten van hedendaags Polen) op 4 november 1918. 
Het had een Oekraïense identiteit en had plannen om zich na het uiteenvallen van Oostenrijk-Hongarije te verenigen met de West-Oekraïense Volksrepubliek. De republiek werd onderdrukt door de Poolse regering op 23 januari 1919 tijdens de Pools-Oekraïense Oorlog. Zijn lot werd bezegeld door het Verdrag van Saint-Germain, die Galicië ten westen van de San aan Polen gaf. 
Het staatshoofd was de Voorzitter van de Raad, Pantelejmon Shpylka.